# Rock Band 4
A Rock Band 4 2015-ben megjelent ritmusjáték, melyet a Harmonix fejlesztett. A Rock Band 4 lehetőséget ad a játékosoknak, hogy a szóló- és basszusgitárt, a dobokat vagy a mikrofont mintázó hangszerkontrollerekkel a zene játszását szimulálják. A játék 2015. október 6-án, a Rock Band franchise negyedik fő tagjaként jelent meg PlayStation 4 és Xbox One konzolokra. A játékot a megjelenésekor az új hangszerkontrollereket is fejlesztő Mad Catz értékesítette és forgalmazta, azonban ezt a feladatot 2016 októberétől a Performance Designed Products (PDP) vette át. A játék több, mint 60 licencelt zeneszámmal jelent meg, azonban letölthető tartalmak formájában további számok is elérhetőek, köztük az előző részek több mint 2000 zeneszámot tartalmazó könyvtára.
A Rock Band 4 képviselte a Harmonix visszatérését a sorozathoz a ritmusjáték-piac 2009-ben megindult csökkenő népszerűsége miatti közel hároméves hiátusról. A 2015. március 5-én bejelentett Rock Band 4 a franchise alapvető játékmenetére összpontosít, ezzel csökkentve az elődjével, a Rock Band 3-mal szemben a hangsúlyt a zenei oktatásról, miközben előtérbe helyezi a játék szociális interakcióit, valamint az új funkciókat, melyek lehetőséget biztosítanak a játékosok számára, hogy beépítsék az improvizációt az előadásukba.
A Rock Band 4 ugyanazon konzolcsaládon belül visszafelé kompatibilitást biztosít a Rock Band korábbi verzióinak tartalmaival és hardvereivel; a Rock Band PlayStation 3 és Xbox 360 verzióinak vezeték nélküli gitár- és dobkontrollerei PlayStation 4-en és Xbox One-on is használhatóak, míg a korábbi kiadásokhoz megvásárolt DLC-dalok portolt, a játék új funkcióit támogató formában további költségek nélkül letölthetőek. A Harmonix tervei szerint a korábbi üzletstratégiájukkal szemben nem évente fog megjelentetni új kiadásokat, hanem a Rock Band 4-hez ad ki további ingyenes és fizetős tartalmakat, köztük az egyidejű internetes játék lehetőségét is.
A Rock Band 4 megjelenésekor pozitív kritikai fogadtatásban részesült, a kritikusok dicsérték, hogy a játék nem tér el jelentős mértékben a korábbi részek játékmenetétől, illetve a szabadstílusú szólók által nyújtott nagyobb fokú kreatív szabadság és a sorozathoz korábban megjelent tartalmakkal való visszafelé kompatibilitás is elnyerte tetszésüket. Ezzel szemben a Rock Band 4 javarészt kevésbé ismert számok és előadók által kitett zenei anyagát a korábbi kiadásokhoz viszonyítva gyengébbnek ítélték meg, míg magát a játékot is lehúzták a korábbi részekben megtalálható funkciók, így például az internetes többjátékos- és a gyakorlómódok hiánya miatt.